# Henry Galy-Carles
 (juillet 2013).
Si vous disposez d'ouvrages ou d'articles de référence ou si vous connaissez des sites web de qualité traitant du thème abordé ici, merci de compléter l'article en donnant les références utiles à sa vérifiabilité et en les liant à la section « Notes et références ».
Pour les articles homonymes, voir Galy et Carles.
Henry Galy-Carles, né le 28 juin 1922 à Paris et mort le 19 septembre 2017 à Paris, est un poète, dramaturge, historien et critique d’art français.

## Biographie
Henry Galy-Carles crée, en 1940, avec des camarades de la Sorbonne la Corporation (anti-nazie) des étudiants en Lettres. Il en est membre du Bureau, chargé de la culture, sous la présidence de François de Lescure et devient, dans le même temps, agent de liaison parisien du réseau Buckmaster. En 1943, alors associé à la création du Bureau du Département de la Musique de la Bibliothèque nationale, il reçoit le 7 juillet 1943 sa feuille de route pour le STO et décide de rejoindre la Résistance en Ille-et-Vilaine, à Martigné-Ferchaud. Le 15 juillet 1943, recherché par la Gestapo sous le nom d’Yves Cloarec, il est sauvé par un jeune séminariste, l’abbé Chevalier, puis contraint de s’enfuir à nouveau, il gagne Fougères en se cachant sous la paille d’un chariot puis rallie Paris.
Résistant, condamné à mort par la Gestapo, il devient en 1944, sous le nom de Laurence Ralf, assistant du metteur en scène de théâtre Pierre Valde, lui-même ancien assistant de Charles Dullin. Comédien, il fut l’élève de Charles Dullin avec Jacques Dufilho, Alain Cuny et Marcel Mouloudji. En 1938 déjà, au Théâtre municipal de Vendôme, il interpréta le Tabique-Taboque de Marcelle Capron. En 1941, il joue au théâtre Hébertot la Jeanne d’Arc de  Charles Péguy sous la direction de Pierre Fresnay et de Pierre Franck. En 1941, à la radio, sous la direction de Gaston Baty, un mystère du Moyen Âge, Maître Patelin. En 1942, au théâtre de L’Œuvre, de Pigalle et de Saint-Georges : L’annonce faite à Marie, de Paul Claudel, mis en scène par Pierre Franck. En 1944, il interprète au studio des Champs-Élysées Le Supplément au voyage de Cook, de Jean Giraudoux, dans une mise en scène de Pierre Franck. En 1945, il reprend en tournée le rôle d’Alaric dans Peg de mon cœur, d’Yves Mirande. En 1948, à Florence, il interprète Les Mariés de la tour Eiffel de Jean Cocteau et Piège de Méduse d’Erik Satie dans des mises en scène de Vittorio Pandolfi (la même année, il donne à Rome, avec l’aval de l’Ambassade de France, neuf ans avant le Traité de Rome, une conférence intitulée « Défense d’une civilisation »). En 1966, à partir  d’un happening géant créé dans les rues de Varsovie et interdit par la Censure, il interprète sur cassette une de ses pièces, 'L’Enveloppe, sous la direction de Tadeusz Kantor.
Au début des années cinquante, amorçant une carrière de critique d’art, Henry Galy-Carles collabore à L'Amateur d'Art, Aujourd’hui, XXe siècle, Colloquio, L’Iris Espace, Les Nouvelles littéraires, Connaissance des arts et Les Lettres françaises, etc., jusqu’à leur disparition. Puis il se lance dans la critique de cinéma pour des quotidiens portugais (de 1980 à 1989, dans le Diario Popular ; de 1989 à 1990 au Diario de Lisboa ; de 1990 à 2002 au Jornal de Lettras e Ideas) et dans L’Iris Espace. Il devient commissaire d’expositions, en France et à l’étranger, ou chargé de mission aux Affaires étrangères en 1971 où il exerce en 1977 les fonctions de directeur du département des Arts plastiques. En 1996, il est commissaire général de l’exposition Cent Peintres de l’École de Paris (1945-1975) dans le cadre du cinquantième anniversaire de l’UNESCO.

## L'Œuvre
Écrivain fasciné très tôt par Alfred Jarry, le dadaïsme et le surréalisme, Henry Galy-Carles en a prolongé l’élan pour lui-même, ainsi qu’en témoigne sa première œuvre théâtrale marquante : Les Songes d’Hippocrate Torréfié (1949-1954). Poète obsédé par la faillite du monde (Costas Antonakis), il s’est inscrit comme un lyrique spontané (Jean Rousselot, dans Les Nouveaux poètes français, Seghers). Dramaturge, il a ajouté l’humour à un constat implacable sur la misère mentale du monde (Benoît-Clair Pillet), la lâcheté et l’hypocrisie (Jean Cathelin), dans un flirt avec le tragique (Pierre Franck).
Historien d’art, il fait une thèse sur La Sculpture d’avant-garde en France de 1898 à 1908 (1969) en analysant Matisse, Pablo Picasso, Constantin Brancusi, Léonard de Vinci et Auguste Rodin. À cela s’ajoutent ses études sur Robert Tatin et Paul Szasz, de même que ses critiques et préfaces pour des centaines d’artistes comme Matthieu, Jackson Pollock, Georges Rouault, Raoul Dufy, Fernand Léger, Constantin Andreou, Jean Bazaine, François Baron-Renouard, Jean Le Moal, Pierre Soulages, Olivier Debré, Ruggero Pazzi, Zao Wou-Ki, Jean-Marie Ledannois, Louis Lamarque, qui couvrent un demi-siècle de créations.
Nommé Chevalier des Arts et Lettres en 1967 par André Malraux et Bernard Anthonioz pour son action lors de l’exposition universelle de Montréal où il fut nommé, par le ministère de la Culture, Commissaire de la Section des Arts plastiques du pavillon français, après avoir fait la sélection des artistes avec Jacques Lassaigne, René Drouin et François Mathey. Il resta au ministère de la Culture comme membre titulaire du Jury du 1 % jusqu’à sa nomination au ministère des Affaires étrangères.

## Ouvrages

### Poésie
- Res Nullius (1936-1948), Édition du Lansquenet-France.
- L’Impossible Infini (1981). Tirage limité à 35 exemplaires avec deux gravures d’Annibel, Édition Lacourière-Frélaut.
- Voyages aux enfers Tome 1 (1949-1951), Tome 2 (1981-1984), éditions Saint-Germain-des-Prés.
- Spartacus ou le soufre des volcans (Épopée 1988-1994), aux éditions Librairie-Galerie Racine (collection Saint-Germaint-des-Prés).
- Le Chaos ou La Prédiction de Cassandre (1994-1996), éditions Saint-Germain-des-Prés.
- Le Cri de la méduse (1995-1997), éditions Saint-Germain-des-Prés..
- Tumultes (2001-2004), avec illustrations de l’auteur, éditions Saint-Germain-des-Prés.

### Théâtre
- Les nuits de cendre, éditions Saint-Germain-des-Prés.
- Les Songes d’Hippocrate Torréfié, Sotie (1948-1954), éditions Lgr.
- La Marche nubile (1965), éditions Saint-Germain-des-Prés.
- Les Cimmériens (1984), éditions Librairie-Galerie Racine.
- Jour noir (1946), éditions Sgdp.
- Les Pieuvres (1951), éditions Librairie-Galerie Racine.
- Le Rendez-vous (1964), éditions Sgdp.
- Saag (1965), éditions Librairie-Galerie Racine.
- Les Cauchemardesques (1966-1988), éditions Saint-Germain-des-Prés.
- Malafrec, Livret pour un opéra populaire (1965-1976), plus Adaie et Nito (1965), Les Noces (1965) Argument pour un ballet, éditions Lgr.

### Prose
- Mirages d’ombres Récits (1946-1952), éditions Saint-Germain-des-Prés.
- Constats (1940-1942), éditions Sgdp.
- Salmigondi’s Band, éditions Saint-Germain-des-Prés.

### Écrits sur l'art
- « Cinq peintres et un sculpteur - Carlos, Hanich, Perrot, Rozo, J. Weinbaum, Chavignier », dans revue Aujourd'hui, n°24, décembre 1959.
- Georges Breuil, édité par Galerie Michel Boutin, Paris, 1961.
- Robert Tatin, sa pensée, son œuvre, (1963-1964), Éditions Charpentier.
- Évolution des formes naturelles dans la première grande mutation de la sculpture d’avant-garde en France de 1898 à 1909. Thèse (1968-1969).
- Paul Szasz, sa vie, son œuvre (Essai d’analyse structurale), (1971-1972).
- Jean-Marie Ledannois, édité par Galerie Christiane Colin, 1973.
- Cent Peintres vivants de l’École de Paris (1945-1975), UNESCO, 1996.
- Entretiens Tatin-Breuil-Lutka, Pink-Barbeau.